# Прошутто

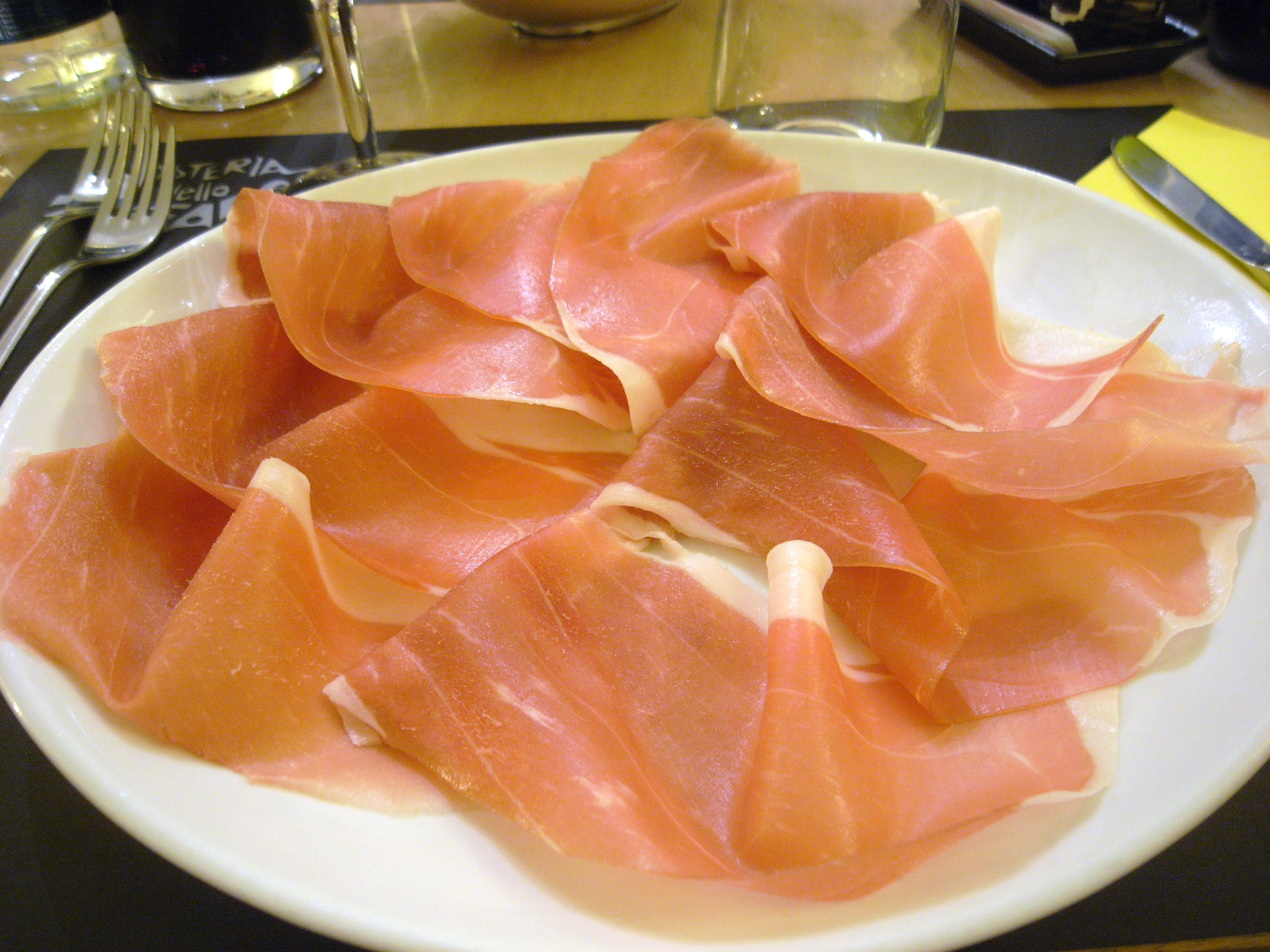
Пармская ветчина, или прошутто.

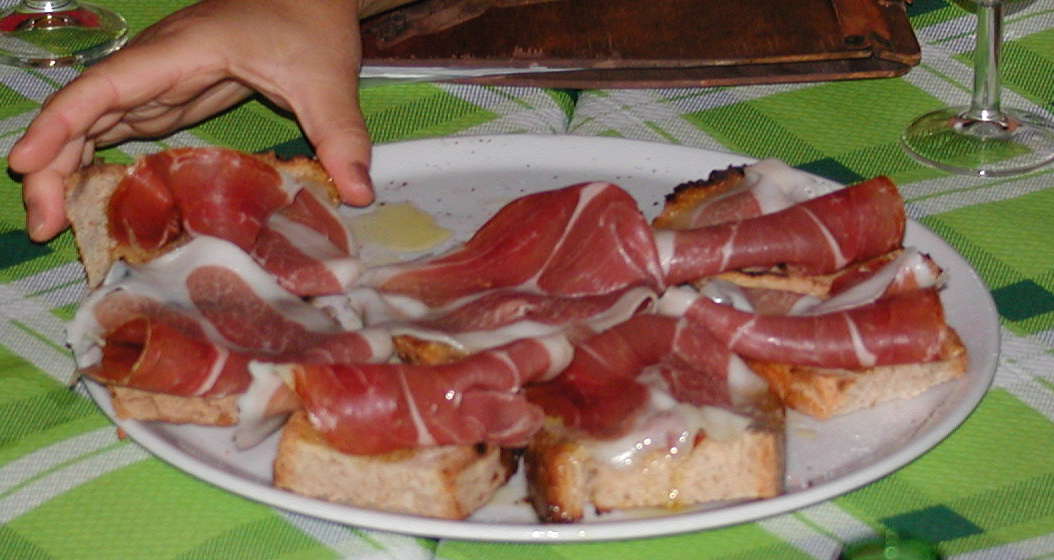
Брускетты с прошутто.

Прошу́тто (итал. prosciutto в переводе означает окорок) — итальянская ветчина, сделанная из окорока, натёртого солью. Самая известная разновидность прошутто — пармская ветчина не содержит никаких других дополнительных ингредиентов, кроме морской соли. В других регионах Италии используют различные специи (перец, чеснок и т. д.). Окорок высшего качества. Для него специально выращивают свиней, откармливая фруктами и кукурузой. В окрестностях Пармы их кормят сывороткой, оставшейся от производства сыра пармезан. Задние окорока свиньи сначала подвергаются сухой засолке, затем их вялят не менее десяти месяцев. Мясо после этого получается твёрдое, сухое, с особым ароматом. Прошутто не нужно обрабатывать термически, поскольку он станет сухим и жёстким. Бледно-розовые, чуть блестящие тонкие ломтики прошутто добавляют в блюда в конце готовки, а чаще всего нарезают очень тонкими ломтиками и подают на стол с дыней или инжиром, или приправляют супы и похлёбки небольшим количеством прошутто.
Прошутто делают в нескольких местностях Италии. Лучшая из них  — прошутто ди парма, она же пармская ветчина, а также из Сан-Даниеле (итал. Prosciutto di San Daniele).
Из итальянской кухни блюдо позаимствовали кухни балканских народов, где оно известно под названием пршут — главное национальное блюдо Черногории.